# Самарский муниципальный театр драмы «Камерная сцена»

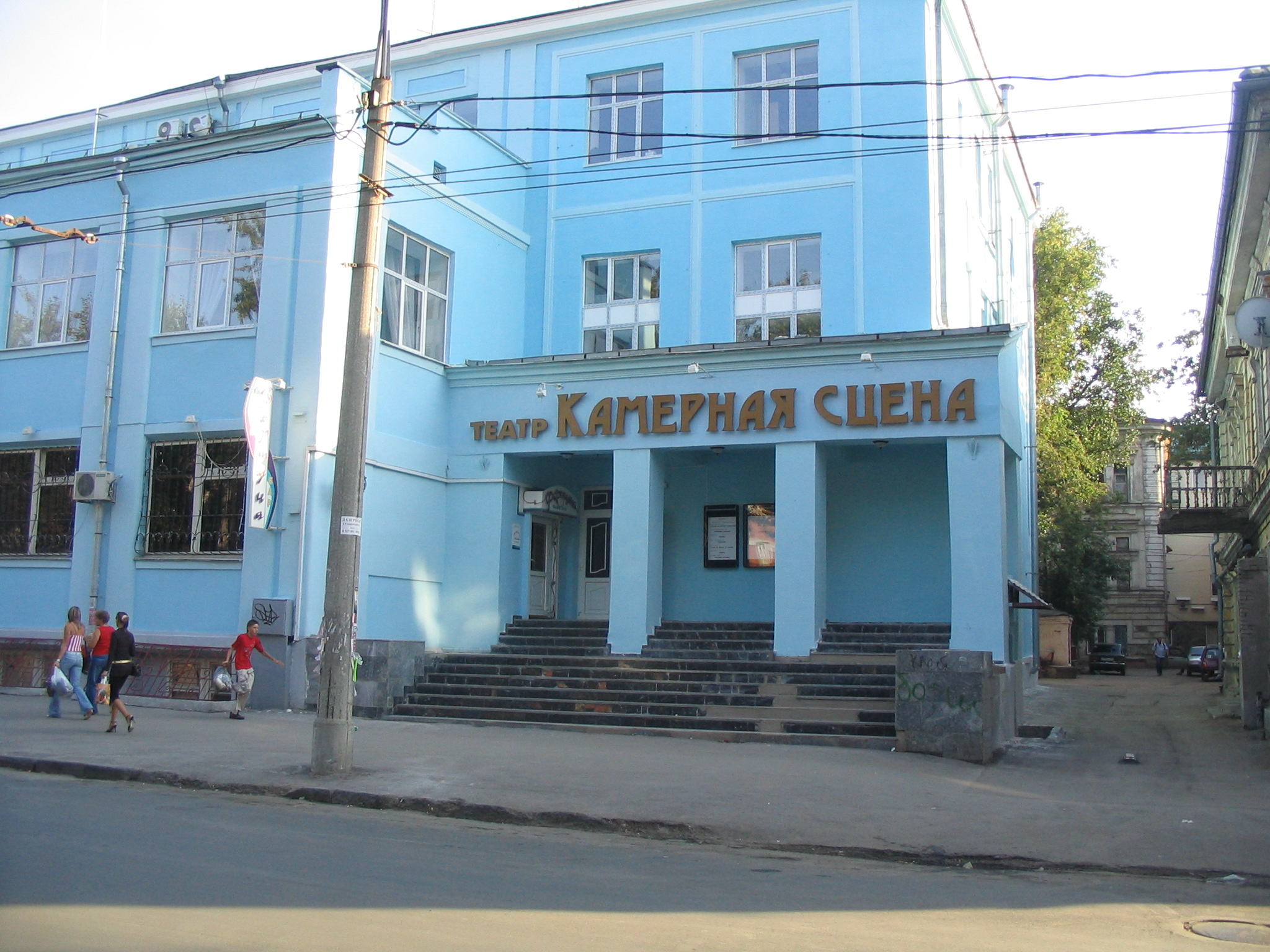
Муниципальное бюджетное учреждение культуры городского округа Самара "Театр драмы «Камерная сцена»

Муниципальное бюджетное учреждение культуры городского округа Самара "Театр драмы «Театр» основан в 1993 году режиссёром Софьей Рубиной, которая и является художественным руководителем театра. В 1995 году стал муниципальным.
В 2002 году  Администрация города предоставила театру здание, памятник архитектуры и культуры, по адресу: ул. Некрасовская, 27 (пересечение с ул. Фрунзе), построенное архитектором П. Щербачевым в начале 20-х годов. В 2006-2007 г.г. были проведены ремонт и реконструкция здания, театр приобрел зал на 228 мест. В 2018 г., решением Администрации города, зданию был возвращен первоначальный архитектурный облик.
В труппе 19 актёров, выпускников театральных вузов Москвы, Воронежа, Самары.
За 27 сезонов театр выпустил 72 премьеры.  Репертуар основан на классических произведениях, но театр «старается постоянно удивлять зрителя, чтобы ни один спектакль не был похож на другой». Интересные сценографические решения придумывает постоянный художник театра из С.-Петербурга Георгий Пашин.
«Камерная сцена» - частый гость на фестивалях, откуда привозит дипломы: «За лучший спектакль», «За лучшую режиссуру», «За самый стильный спектакль», за актёрские работы, работу художника и др.
С 2014 г. театр является организатором Всероссийского фестиваля «РУССКАЯ КЛАССИКА. СТРАНИЦЫ ПРОЗЫ», на который съезжаются театры со всей страны - из Москвы и Петербурга, Ульяновска, Липецка, Тамбова, Казани, Орла и других городов.
Театр награждён дипломом «За лучшую репертуарную политику».

## Репертуар
- А. С. Пушкин «Станционный смотритель»
- С. Рубина «Танцплощадка-1945»
- И. Бабель «Король»
- В. Розов «По дороге к страусам»
- В. Золотовицкий «А у нас во дворе…»
- И. Бабель «Первая любовь»
- Е. Линд «Долгоногий Хольгер»
- А. Н. Островский «Горячее сердце»
- К. Драгунская, А. Бажанова «Однажды в Ежкиных Кошках»
- С. Рубина «Ося»
- Д. Фонвизин «Недоросль»
- В. Мережко «Мельница счастья» (Героическая комедия в 2 действиях)
- «Между людьми и деревьями» (по мотивам романа Ф. М. Достоевского «Идиот»)[2][3][4](спектакль рассчитан на 54 зрителя, которые сидят на сцене)
- Т. Подольская «Путешествие Синдбада-морехода» (сказка для детей)
- Ф. М. Достоевский «Дядюшкин сон» (почти комедия в 2 действиях)
- Д. Петрович «Пустошь» (Повесть об Иоване и Миленке)
- А. Платонов «Возвращение»
- А. Куприн «Поединок» (спектакль рассчитан на 50 зрителей, которые сидят на сцене)
- А. Н. Островский «Не сошлись характерами!» (комедия в 1 действии)
- К. Грендаль «В Новогоднюю ночь…» (сказка для детей)
- «Как прекрасен этот ужас!» по мотивам романа Л. Н. Толстого «Анна Каренина»
- М. Полячек «Солдат и Филат и король гишпанский» (сказка для детей)
- А. С. Пушкин «Капитанская дочка»
- Т. Уильямс «Трамвай „Желание“»
- З. Граве «Иван — купецкий сын и Царевна-Змея» (сказка для детей)
- И. Бунин «Солнечный удар»[5](спектакль рассчитан на 69 зрителей, которые сидят на сцене)
- И. Бунин «Натали»
- «Принцесса в ослиной шкуре» (по мотивам сказки Шарля Перро «Ослиная шкура»)
- Л. Андреева «Сказка о любви» (по мотивам сказки Ханса Кристиана Андерсена «Русалочка»)[6]
- Ф. Крил «Озёрная фея» (сказка для детей)
- А. П. Чехов «Цветы запоздалые»[7](спектакль рассчитан на 69 зрителей, которые сидят на сцене)
- «Декамерон, или Когда умаляется печаль…» (комедия в 2 действиях по мотивам «Декамерона» Дж. Боккаччо)
- «Сочинение на тему любви» (сценическая версия Софьи Рубиной)
- А. Семак «Приколы на острове Мадагаскар» (спектакль рассчитан на 66 зрителей, которые сидят на сцене)
- «АзиЯты» (комедия по мотивам рассказов Н. Лескова и А. Толстого)
- «Кисочка» (по рассказам А. П. Чехова и его повести «Огни»)
- «Я Вас не люблю, не люблю!» (по рассказу А. П. Чехова «Володя»)
- Н. В. Гоголь «Повесть о том, как поссорился Иван Иванович с Иваном Никифоровичем» (спектакль был представлен на фестивале «Славянский венец»)
- В. Малкин «День ангела»
- В. Набоков «Смех в темноте»
- В. Набоков «Машенька»
- В. Набоков «На какой-то звезде»[8]
- А. Н. Островский «Красавец-мужчина»
- У. Шекспир «Виндзорские насмешницы»
- О. Генри «Розы, резеда и романтика»
- У. Фолкнер «Красные листья»
- Г. Флобер «Господин Бовари и его Эмма»
- С. Рубина «Как Иван-дурень страх искал»
- А. Шанцев «Китайский павильон»
- А. Толстой «Чудаки»
- А.-Ф. Прево «История кавалера де Грие и Манон Леско»
- С. Рубина «Снегурочка»
- С. Рубина «Емелино счастье»
- С. Рубина «Ханс-Простак»
- А. Барикко «Путешествие Эрве Жонкура в Страну Шелка»
- А. Амфитеатров «Липнозис, или Чрезвычайное происшествие в деревне Хомутовка»
- «Необыкновенный концерт. Маленькие комедии Аркадия Аверченко»
- Д. Фаркер «Хитроумный план щеголей, или В погоне за женой»
- С. Рубина «Сага о Тристане и Изольде»
- Е. Шварц «Тень» А.Пушкин «Моцарт и Сальери», «Каменный гость»
- Г.-Х. Андерсен «Дюймовочка»
- М. Агеев «Роман с кокаином»
- Т. Ким «Мост вздохов»
- М. Павлова «Докажите, что вы не идиот!»
- А. Кучеренко «Здесь нет парка»
- Е. Кессель «Сказка про капризную принцессу»
- Д. Фаулз «Бабочка»
- А. Чехов, А. Аверченко «Чудаки на подмостках»

## Труппа театра
- Фадеичева Елена
- Базанова Ольга
- Бирюков Андрей
- Арнаутова Ольга
- Балацкая Екатерина
- Бархата Кирилл
- Полунина Маргарита
- Елизарова Дарья
- Романов Дмитрий
- Алтунин Данила
- Теплов Дмитрий
- Ульянова Любовь
- Тарантин Никита
- Котова Татьяна
- Якиманский Алексей Серафимович, заслуженный работник культуры РФ
- Метелица Владислав Семёнович, заслуженный работник культуры РФ, заслуженный актёр Самарской области

## Фестивали
Театр «Камерная сцена» принимал участие в фестивалях: 
- «Театр без границ» (Магнитогорск, 2001 год)[9]
- «Волжские театральные сезоны» (2007 год, Алексей Елхимов — премия в номинации «Лучшая роль молодого актёра» за спектакль «Кисочка»)[10][11]
- на международном фестивале «Русская классика» получил премию в номинации «За высокую культуру и бережное отношение к классике»
- «Русская классика. Лобня–2008» (Московская область)[12][13]
- был отмечен премией на Фестивале Толерантности (Санкт-Петербург, 2008)
- был отмечен премией международном фестивале «Славянский венец» (Москва, 2009)
- «Откройте для себя Россию!» (Елец, 2010, спектакль «Солнечный удар» И. Бунина)
- «Виват, театр!» (Тамбов, 2011)[14]
- «Молдфест. Рампа.Ру» (Кишинёв, 2010,[15] 2011)[14] (спектакль «Сочинение на темы любви» получил хорошие отзывы)[16]
- 23-30 октября 2015 г. г. Тамбов   VIII открытый фестиваль молодёжных театральных коллективов «Виват, театр!»   Спектакль "Поединок" А. Куприн   Категория "Профессиональный театр" дипломы фестиваля получили:   • режиссёр Софья Рубина – за постановку спектакля «Поединок»   • Владислав Метелица – за роль подполковника Шульговича   • Руслан Бузин – за роль поручика Назанского   • Евгений Клюев – за роль подпоручика Ромашова   • Артур Быков – за роль рядового Хлебникова
- 20 - 27 сентября 2015 г.  г. Самара   II межрегиональный фестиваль «Волга театральная»   Спектакль "Поединок" А. Куприн   "Лучший молодой актер" (Руслан Бузин - поручик Назнанский)   "Лучший молодой актер" (Артур Быков - рядовой Хлебников)
- 2015, Май  г. Самара   III Международный молодёжный фестиваль спектаклей малых форм "ТЕАТРОМАГИЯ"   Спектакль "Пустошь" Д.Петрович   Диплом в номинации "Профессиональный театр"
- 2014, декабрь  г. Ульяновск   II Международный театральный фестиваль «История государства Российского. Отечество и судьбы»   Спектакль «Капитанская дочка» А.С. Пушкин   Диплом «За оригинальное воплощение русской классики» (С.Рубина)
- 2014, Ноябрь  г. Москва   Участие в праздновании 100-летия Самарского отделения СТД РФ на сцене Центрального Дома актёра им. А. Яблочкиной   Спектакль «Между людьми и деревьями» по мотивам романа М.Ф. Достоевского "Идиот"   Диплом участника
- 2014, Октябрь  г. Тамбов   VII открытый фестиваль молодёжных театральных коллективов «Виват, театр!»   Спектакль «Капитанская дочка» А.С. Пушкин   Диплом «За лучшую режиссуру» (С.Рубина)
- 14 октября - 19 октября 2014 г.  г. Самара   I Всероссийский театральный фестиваль «Русская классика. Страницы прозы»   Спектакль «Поединок» А. Куприн   Диплом «Специальный приз жури»
- 2014, Сентябрь  г. Самара   IV «Самарская театральная премия зрительских симпатий «БРАВО!»   «Любимый театр»   «Лучшая женская роль» (Лариса Ляпунова — Настасья Филипповна)   Спектакль «Между людьми и деревьями» по роману Ф.М. Достоевского «Идиот»
- 2013, сентябрь  г. Самара   I Межрегиональный фестиваль «Волга театральная»   Спектакль «Капитанская дочка» А.С. Пушкин   Диплом «Лучшее музыкальное оформление»
- 2013, Июнь  г. Лобня   XVIII Международный театральный фестиваль «Русская классика. Лобня-2013»   Спектакль «Между людьми и деревьями» по роману Ф.М. Достоевского «Идиот»   Диплом «За лучшую режиссуру» (С.Рубина)
- 2013, Февраль  г. Октябрьск   I межмуниципальный фестиваль театрального творчества   Спектакль «Декамерон, или Когда умаляется печаль...» Дж. Боккаччо   Диплом «За постановку спектакля» (С.Рубина)
- 2012, октябрь  г. Тамбов   V Фестиваль молодёжных театральных коллективов «Виват, театр!»   Спектакль «Сказка о любви» Л. Андреева   Диплом «Лучшая режиссерская работа» (С.Рубина)
- 2012, Июнь  г. Орел   Международный театральный фестиваль-конкурс камерных и моноспектаклей «Ludi»   Спектакль «Натали» И. Бунин   Диплом «Лучшая работа художника» (Г. Пашин)
- 2012, Февраль  г. Лобня   XVII Международный театральный фестиваль «Русская классика. Лобня-2012»   Спектакль «Натали» И. Бунин   Диплом «За актерский ансамбль»
- 2011  г. Тамбов   IV открытый фестиваль молодёжных театральных коллективов «Виват, театр!»   Спектакль «Натали» И.Бунин   Диплом «Лучший спектакль фестиваля»
- 22 ноября - 29 ноября 2011 г.  г. Кишинев (Молдова)   III Международный фестиваль камерных театров и спектаклей малых форм "МОЛДФЕСТ.РАМПА.РУ"   Спектакль «Сочинение на тему любви» С.Рубина   Диплом участника

Театр ежегодно принимает участие в губернском фестивале «Самарская театральная муза», где получил призы в номинациях: «Лучшая роль молодой актрисы» (Ольга Базанова — Магда в «Смехе в темноте» В. Набокова, 1998), «Лучшая роль молодого актёра» (Денис Аверьянов — Ганин в «Машеньке» В. Набокова, 2003), «Лучшая роль второго плана» (Владимир Зимников — Подтягин в «Машеньке», 2003), «За создание образа спектакля» (С. Рубина, И. Кохан – «Машенька», 2003), «Лучшая роль молодой актрисы» (Гюлия Исянбаева — Зоя в «Красавце-мужчине» А. Н. Островского).

## Гастроли
В 2007 году театр побывал на гастролях в городе Перми. 